# Ubidea
Ubidea (oficialmente en euskera: Ubide) es una anteiglesia y municipio de la provincia de Vizcaya, País Vasco (España). Pertenece a la comarca de Arratia-Nervión.
Limita al norte con los municipios vizcaínos de Ceánuri y Dima; al sur con el alavés de Villarreal de Álava y con el río Undebe, que lo separa del término también alavés de Cigoitia; al este, con Ochandiano y Dima.
Atraviesa el municipio el arroyo Zubizabala. La capital, anteiglesia de San Juan, se encuentra al sur del municipio, en la orilla derecha del Zubizabala, al pie los montes limítrofes.
Aun siendo un municipio vizcaíno, pertenece al Área funcional de Vitoria - Álava Central.

## Toponimia
Ubide significa en euskera 'acequia', 'acueducto', 'zanja' o -en definitiva- 'cualquier canal para la conducción de agua'. Etimológicamente esta palabra proviene de ur+bide, literalmente 'camino de agua'.
El nombre del pueblo parece estar relacionado con esta definición. El origen del pueblo se encuentra en un conjunto de ferrerías que se instalaron en el paraje y que dieron lugar al nacimiento del pueblo. Posiblemente el arroyo Zubizabala, que divide actualmente el pueblo por la mitad, fue canalizado para utilizar su fuerza como fuente de energía en las ferrerías, lo que dio origen a que el lugar fuera conocido como Ubidea (el canal).
La diferencia entre el nombre castellano y vasco del pueblo es que el primero Ubidea, incluye la -a final, que tiene valor de artículo en euskera; mientras que en este idioma, por ese hecho, se ha acabado perdiendo en el nombre dando lugar a Ubide.
En 1995 el municipio cambió su denominación oficial de Ubidea a Ubide. Fue publicado en el BOE en 1996.
Ubidea se ubica en la parte sur de la provincia de Vizcaya en el límite con Álava. Al pie del Monte Gorbea es un punto de partida para numerosas ascensiones a diversas cumbres del parque natural del Gorbea.
El río Zubizabala atraviesa la población y separa el centro del barrio de San Juan. La altitud de Urbidea se sitúa entre los 574 y 784 metros sobre el nivel del mar.
Al norte limita con Ceánuri y Dima y al sur con las poblaciones alavesas de Cigoitia y Villarreal de Álava. Al este con Ochandiano y Dima.

## Historia
Ubidea era un barrio de la anteiglesia de Ceánuri hasta su desanexión en el siglo XVI. El origen de la población parece estar en el establecimiento de ferrerías y su ubicación en la ruta entre la meseta castellana y la costa cantábrica. Formó parte de las Juntas de Guernica en las que tenía asiento y voto con el número 71.
Durante la guerra civil española Ubidea quedó en la parte republicana y se mantuvo hasta el 7 de abril de 1937 cuando las tropas del ejército de Franco tomaron el pueblo.
En febrero de 1967 fue elegida la primera alcaldesa de Vizcaya y una de las primeras de España, María Teresa Ibarguchi Barrondo.

## Demografía
Ubidea cuenta con una población de 164 habitantes (INE 2024).
| Gráfica de evolución demográfica de Ubidea entre 1842 y 2021 |
| |
| Población de derecho según los censos de población del INE Población de hecho según los censos de población del INEEn estos censos se denominaba Ubídea: 1842, 1857, 1860, 1877, 1887, 1897, 1900, 1910, 1920, 1930, 1940, 1950, 1960, 1970, 1981 y 1991 |

## Administración y política
| Partido político                                              | 2015  | 2015       | 2011  | 2011       | 2007  | 2007       | 2003  | 2003       | 1999  | 1999       | 1995  | 1995       | 1991  | 1991       |
| Partido político                                              | %     | Concejales | %     | Concejales | %     | Concejales | %     | Concejales | %     | Concejales | %     | Concejales | %     | Concejales |
| Ubideko Arnasa (UA)                                           | 58,72 | 4          | —     | —          | —     | —          | —     | —          | —     | —          | —     | —          | —     | —          |
| Euzko Alderdi Jeltzalea-Partido Nacionalista Vasco (EAJ-PNV)  | 26,61 | 1          | 27,01 | 1          | 36,19 | 1          | 83,12 | 4          | —     | —          | 40,83 | 1          | 41,27 | 1          |
| Partido Popular del País Vasco (PP)                           | 2,75  | 0          | 0,93  | 0          | 3,81  | 0          | 11,69 | 1          | —     | —          | —     | —          | —     | —          |
| Alkarlanien                                                   | —     | —          | 64,49 | 4          | —     | —          | —     | —          | —     | —          | —     | —          | —     | —          |
| Partido Socialista de Euskadi-Euskadiko Ezkerra (PSE-EE PSOE) | —     | —          | 0,93  | 0          | —     | —          | —     | —          | —     | —          | —     | —          | 0,00  | 0          |
| Eusko Abertzale Ekintza-Acción Nacionalista Vasca (EAE-ANV)   | —     | —          | —     | —          | 58,01 | 4          | —     | —          | —     | —          | —     | —          | —     | —          |
| Ubideko Abertzaleak (UA)                                      | —     | —          | —     | —          | —     | —          | —     | —          | 89,38 | 5          | —     | —          | —     | —          |
| Herri Batasuna (HB)                                           | —     | —          | —     | —          | —     | —          | —     | —          | —     | —          | 57,05 | 4          | 56,35 | 4          |

## Pintxo
Pintxo es el perro del pueblo si vienes seguramente te lo encuentres por ahì merodeando, el protege a los niños y seguramente te ladre, suele estar por el bar Batzoki

## Monumentos
- Iglesia de San Juan Bautista, data de 1540.
- Capilla de María Magdalena, en el barrio del mismo nombre, el origen de la capilla no está claro. Fue reconstruida en el año 1771.
- Cruz de San Juan
- Chalet de Aretxaga, catalogado como patrimonio de Vizcaya.

## Personas relevantes
- Jon Kurutz Ibargutxi (1883-1969), escritor.
- Julián de Ajuria (1886-1965), empresario y productor cinematográfico de la Argentina.